# 姫神さまに願いを
『姫神さまに願いを』（ひめがみさまにねがいを）は、藤原眞莉による日本のライトノベル。イラストは鳴海ゆきが担当している。コバルト文庫（集英社）より1998年9月から2007年12月まで刊行された。
隔月刊発行の雑誌『Cobalt』（集英社）にて不定期に短編が掲載されている。

## あらすじ
戦国時代編
比叡山を出て各地を放浪する行脚僧カイは不思議な少女テンと出会った。
平安時代編
息子の安倍晴明・ハルが平安中期の京で、百鬼夜行、魑魅魍魎との事件を解決する。

## 登場人物
声の項はドラマCDのキャスト。
カイ
声 - 関智一
主人公。元は天台宗の総本山である比叡山延暦寺に所属していた有髪僧（うはつそう）。20歳になったときに山を降りて旅に出た。その途中道端で死んだように眠っていたテンと出会い、共に旅をすることになった。童顔が悩みの種で、梅干しと大豆が好物。テンによって鋼の体と50年の不老の呪をかけられる。律儀で生真面目であるが鈍感であるため、テンによく突っ込み（実力行使）を喰らっている。
清和源氏の血を引く足利一門の落胤（作中に登場する将軍・足利義昭の叔父にあたる）で、延暦寺の「子飼い」故にカイと名づけられた。テンとは前世から深い縁があるが、前世の記憶はない。また、母方の血を遡ると、源頼朝と隠国出身の巫女・稀女にたどり着き、北条氏の台頭によって自身の血を引く男児が絶えてしまうことを知った頼朝が当時鶴岡八幡宮にいたテンに頼ったことで引き合わされたらしい。
テン
声 - ゆかな
ヒロイン。道端で眠っていたところをカイに発見され、彼の握り飯を「くれなきゃ祟ってやる」と譲って（？）もらった。初対面時は「八幡宮にお仕えする少女巫女」と名乗っていたが、その本性は八幡神の眷属である星神･摩多羅。金属神であり、摩多羅となる前は神狐であったため、性別・年齢・容姿は自由自在。普段は10代の外見をした美少女。童顔で悩んでいるカイへ追い討ちをかけるように50年の不老の呪いをかけた。カイとは彼の前世から深い縁がある。なお、「テン」という名は、摩多羅となって、鶴岡八幡宮にいた頃に出会った北条政子によって名づけられた（「天からの使いだから天」）。
神ゆえか傍若無人でマイペースな性格。カイにはしばしば暴力をもってコミュニケーションをとる。ふだんは神としての超越的な表情や姿勢を崩さないが、カイのことがからむと少女のような反応を見せることもある。
終盤で、ある人物の手によってカイを「陰の王」とするための供物のひとつに封じられてしまい、その後、1000日かけて八幡神に神位を返すような形でヒトとして甦った。以降、カイとの間に子供をもうける。
ハル（安倍晴明）
声 - 神谷浩史
大陰陽師。けして幽霊ではなく、陰陽道の神様として10代半ばの姿をとって現れる。どこにでも現れるわけでもなく、自らの末裔である土御門家の祭壇や自らを祀った神社などに現れることが多い。それ以外では火急の事態が起こった時などに2人の前に現れる。彼もまたテンやカイと前世からの深い縁がある。
作中では「せいめい」ではなく「はるあき」と読む。飄々とした性格で明るく、テンやカイのところに遊びにきたりもするが神仏の道理は心得ており、直接的な助力や介入はあまり行わない。時には神として人間に対して啓示をすることもある。
マナ（未那）・アラヤ（阿頼耶）
摩多羅神（テン）の眷属である狩衣をまとった童子で、マナが男でアラヤが女。ある事情から源義高と大姫の魂をテンが拾い上げて眷属とした。普段はそっくりな6,7歳ほどの外見をしているが、作中で生前の記憶が戻り、何度か生前の姿になったこともある。また、アラヤはカイの中の源氏の血に気づいており、生前の姿を取った際、カイを襲った父の亡霊に対し「カイは私の遠い弟なのに」と告げている。
ルイス＝フロイス
キリスト教の司祭である南蛮人を父に、女神カーリーに仕える真白の巫女である天竺人（インド人）を母に持つ両性具有（アンドロギュノス）。カイとテンの前に現れたときは、日本での育ての親が名づけた「燿夜（かぐや）」という名前を名乗っていた。
現在はとある術のおかげで、女としての性を人形へと移し、「累（かさね）」という名で、又は小姓の森蘭丸として織田信長のもとに仕えている。ルイス本人も時折現れる。安倍晴明の転生者であり、テンとカイが結ばれるために必要な呪物のひとつを右手に宿している。荒ぶる神であるカーリーの血の影響を受け、笑って人を苦しめるような非常に残忍な性格を表すこともある。時には主である信長をも利用しようとする。
平三（長尾平三景虎）
カイの親友。作中では18歳の長尾景虎として登場し、後に上杉謙信となる。カイとテンが越後に立ち寄った際に知り合った。かなりのマニアであり、彼が祈念に使用する毘沙門堂の隣には、彼が集めたり写したりした古今東西の書物、変わり兜、絵巻、楽器、自作の酒や梅干などが山積みになっている「趣味の殿堂」があり、非常に多趣味である（一度しか描写されなかったが、衣を作ったりもしている）。梅干を作るのが上手い。
不老である主人公2人とその2つ名とは対照的に普通の人間であり、作中では数年おきに登場し、そのたびに地位や名前が変わっている。出生にまつわるとある事情から非常に神仏に対する信仰心が強く律儀で大真面目な性格。仏道修行による不動心ゆえかテンやカイがまったく老けないことも特に気にしていない。テンに惚れていた。

## 平安時代編
内容は上記したとおりだが、あくまでカイにとっては記憶のない「前世」で、テンにとっては「過去」である。

### 登場人物
安倍晴明
母譲りの容姿と類稀なる才能を持つ、25歳の天文生（当初は陰陽生）。趣味は父・保名を奇妙奇天烈な式神たちで起こすこと。
安倍保名（やすな）
晴明の父。不惑の年齢（40歳）も過ぎているのに30代にしか見えない超童顔が悩みの種である殿上人。10数年前に姿を消した妻一筋の人。カイの前世。
葛葉（くずは）
晴明の母であり、保名の妻。元は熊野の和泉信太の森を統べていた荼枳尼天（ダキニ）系列の辰狐。負傷したところを保名に助けてもらい、その恩を返すために美女に変化して保名の前に現れた。
少年期の賀茂保憲と安倍家の垣根越しに互いに偽名（葛葉は「葛子」、保憲は「稀名」）を使って交流していた。やがて生まれた息子が人ならざるものにならぬよう、賀茂忠行にへその緒を切ってもらい、「晴明」という名を与えることで人の生を守ろうとしたが、数年後に本来の姿を霊眼で見抜かれ、「恋しくば尋ねてきてみよ和泉なる 信太の森のうらみ葛の葉」の歌を残し掟に従って姿を消した。その後は東国へ行き、平将門と出会う。テンの過去。

### そのほか彼らと縁がある人々
梛子（なぎこ）
安倍家に居候している女童姿の狐精。元は熊野を住処とする普通の狐だったが、死霊となり、現在は特殊な術によって人の形を取っている。時折15歳頃まで成長する。一人称は「なぎ」。保名を「ヤス」、晴明を「ハル」、白山華を「ハッカ」と呼ぶなど、やや舌足らずな話し方をする。後に太陰の神妻となるも、京の鬼門を守るため安倍家への居候を続ける。
大食らいにして破壊魔であり、安倍家の飼い猫・白山華とケンカしては何かを壊し、保名を困らせている。
『清少納言 梛子』シリーズでは、清少納言として主人公をつとめる。
陵王（りょうおう）
14,5歳ほどの年齢の晴明の妻。稚児結いにした黒髪と男装が特徴の美少女。元は隠国（こもりく）・熊野の奥里に住んでいる一族の、兎精を祖（おや）に持つ巫覡の長で、真紅の目を持つ100年に一度の奇跡の巫女姫だった。本来ならば生贄として太陰の大王に捧げられるはずが、儀式を晴明が邪魔をしたのと、彼女自身が不完全な巫覡だったため、晴明に妻として下された。
「陵王」というのは彼女が普段、雅楽「蘭陵王」の扮装をしていたことに因る通称で、名前は晴明がつけるまでなかった。晴明がつけた名前は「椿」。
賀茂保憲（かものやすのり）
晴明の4歳年上の師匠であり、当代一の陰陽師と称される青年。いつも穏やかな微笑を浮かべているが、本心は謎。たいへんな愛妻家で、惚気話は星の数ほどあるらしい。
多冶比文子（たじひのあやこ）
蝮を祖に持つ多冶比の家の巫女姫で、保憲の妻。3歳年下の保憲との間に大君（おおいぎみ）と呼ばれる長女をもうけている。4人姉妹の末っ子だが、能力の高さから多冶比の宗主となった。目元に巫覡である証として、赤い刺青 (?) がある。
とある縁で北野火雷天神（菅原道真）を斎う身となる。
白山華（はくせんか）
晴明が幼い頃助けた猫。名前の通り色は白い。いつの間にやら虎に変化できるようになった。梛子とよくケンカする。
シリーズ最終巻『Everyday's Shine』では孫にあたる猫が椰子とともにカイの前に現れる。

## 既刊一覧
特記のない限り著者は藤原眞莉、イラスト担当は鳴海ゆき、出版社〈レーベル〉は集英社〈コバルト文庫〉。

### 戦国時代・本編

#### 第一部
- 『姫神さまに願いを』1998年9月10日第1刷発行（9月3日発売[1]）、ISBN 4-08-614501-4
- 『姫神さまに願いを 享楽の宴』1998年10月10日第1刷発行（10月2日発売[2]）、ISBN 4-08-614508-1
- 『姫神さまに願いを 浪の下の都』1999年1月10日第1刷発行（1998年12月25日発売[3]）、ISBN 4-08-614545-6

#### 第二部
- 『姫神さまに願いを 鏡語りの森』2000年2月10日第1刷発行（2月3日発売[4]）、ISBN 4-08-614682-7
- 『姫神さまに願いを 巡恋夏城』2000年6月10日第1刷発行（6月2日発売[5]）、ISBN 4-08-614727-0
- 『姫神さまに願いを 血誓の毒』2001年1月10日第1刷発行（2000年12月22日発売[6]）、ISBN 4-08-614807-2
- 『姫神さまに願いを 月の碧き燿夜 前編』2001年6月10日第1刷発行（6月1日発売[7]）、ISBN 4-08-614864-1
- 『姫神さまに願いを 月の碧き燿夜 後編』2001年8月10日第1刷発行（7月27日発売[8]）、ISBN 4-08-614892-7

#### 第三部
- 『姫神さまに願いを 秘恋夏峡』2002年1月10日第1刷発行（2001年12月21日発売[9]）、ISBN 4-08-600055-5
- 『姫神さまに願いを 殉血の枷』2002年4月10日第1刷発行（3月29日発売[10]）、ISBN 4-08-600092-X
- 『姫神さまに願いを 遠国散る恋華 前編』2002年12月10日第1刷発行（11月29日発売[11]）、ISBN 4-08-600192-6
- 『姫神さまに願いを 遠国散る恋華 後編』2003年1月10日第1刷発行（2002年12月25日発売[12]）、ISBN 4-08-600208-6

#### 第四部
- 『姫神さまに願いを 荊いだく蝶』2003年6月10日第1刷発行（6月3日発売[13]）、ISBN 4-08-600270-1
- 『姫神さまに願いを 空参鳥の幻』2003年12月10日第1刷発行（11月28日発売[14]）、ISBN 4-08-600347-3
- 『姫神さまに願いを 空葬の瞳』2004年3月10日第1刷発行（3月3日発売[15]）、ISBN 4-08-600386-4
- 『姫神さまに願いを 雪去りの紅』2004年5月10日第1刷発行（4月27日発売[16]）、ISBN 4-08-600415-1
- 『姫神さまに願いを 藍ちぎる瑠璃』2004年8月10日第1刷発行（7月27日発売[17]）、ISBN 4-08-600459-3
- 『姫神さまに願いを 緋承ぎの形代』2005年1月10日第1刷発行（2004年12月25日発売[18]）、ISBN 4-08-600531-X
- 『姫神さまに願いを 摘みし緋の扉』2005年3月10日第1刷発行（3月3日発売[19]）、ISBN 4-08-600556-5
- 『姫神さまに願いを 虚白の磐座』2005年5月10日第1刷発行（4月28日発売[20]）、ISBN 4-08-600585-9
- 『姫神さまに願いを 夢者の孤国』2005年8月10日第1刷発行（7月29日発売[21]）、ISBN 4-08-600630-8
- 『姫神さまに願いを 形見の夢標』2006年1月10日第1刷発行（2005年12月22日発売[22]）、ISBN 4-08-600710-X
- 『姫神さまに願いを 久遠の夢の涯』2006年8月10日第1刷発行（7月28日発売[23]）、ISBN 4-08-600804-1

#### 番外集
- 『姫神さまに願いを 様々果恋草子』2005年11月10日第1刷発行（11月1日発売[24]）、ISBN 4-08-600667-7

### 過去編・将門編
- 『姫神さまに願いを 永遠国ゆく日』1999年12月10日第1刷発行（12月1日発売[25]）、ISBN 4-08-614662-2

### 過去編・鎌倉編
- 『姫神さまに願いを 夢路の剣』2000年4月10日第1刷発行（3月31日発売[26]）、ISBN 4-08-614705-X

### 晴明編
- 『Prayer of Shine 姫神さまに願いを 光の祈り人』2001年5月10日第1刷発行（4月27日発売[27]）、ISBN 4-08-614853-6
- 『Ever Blooming Shine 姫神さまに願いを』2002年3月10日第1刷発行（3月1日発売[28]）、ISBN 4-08-600080-6
- 『Pine After Shine 姫神さまに願いを』2002年7月10日第1刷発行（7月1日発売[29]）、ISBN 4-08-600132-2
- 『Farewell Shine 姫神さまに願いを』2003年5月10日第1刷発行（4月25日発売[30]）、ISBN 4-08-600259-0
- 『Lost Shine 前編 姫神さまに願いを』2003年8月10日第1刷発行（7月25日発売[31]）、ISBN 4-08-600303-1
- 『Lost Shine 後編 姫神さまに願いを』2003年9月10日第1刷発行（9月3日発売[32]）、ISBN 4-08-600310-4
- 『Jumble Up Shine 姫神さまに願いを』2004年7月10日第1刷発行（7月1日発売[33]）、ISBN 4-08-600443-7
- 『Everyday's Shine 姫神さまに願いを』2008年1月10日第1刷発行（2007年12月26日発売[34]）、ISBN 978-4-08-601114-3

### 清少納言 梛子
- 『華つづり夢むすび 清少納言 梛子』2002年8月10日第1刷発行（7月26日発売[35]）、ISBN 4-08-600144-6
- 『華めぐり雪なみだ 清少納言 梛子』2003年2月10日第1刷発行（1月31日発売[36]）、ISBN 4-08-600216-7
- 『華くらべ風まどい 清少納言 梛子』2004年1月10日第1刷発行（2003年12月25日発売[37]）、ISBN 4-08-600364-3